# Our Earthly Pleasures
Our Earthly Pleasures is het tweede studioalbum van de Britse band Maxïmo Park. Het album werd uitgebracht op 2 april 2007. De Amerikaanse versie van het album werd op 8 mei uitgebracht.
De eerste single van het album, getiteld "Our Velocity", werd uitgebracht op 19 maart 2007.
Het nummer "The Unshockable" staat in de playlist van het computerspel FIFA 08 en werd gebruikt in een commercial voor Johnny Test op Cartoon Network.

## Tracklist
1. "Girls Who Play Guitars" – 3:12
2. "Our Velocity" – 3:20
3. "Books from Boxes" – 3:28
4. "Russian Literature" – 3:07
5. "Karaoke Plays" – 4:08
6. "Your Urge" – 3:57
7. "The Unshockable" – 3:16
8. "By the Monument" – 2:59
9. "Nosebleed" – 3:25
10. "A Fortnight's Time" – 3:01
11. "Sandblasted and Set Free" – 3:58
12. "Parisian Skies" – 3:56

Bonus Tracks
1. "Pride Before a Fall" – 3:14 (US edition)
2. "Distance Makes" – 2:12 (US edition)

1. "Robert Altman" – 2:23 (Australian edition)